# Message Send Protocol
Message Send Protocol (msp) è un protocollo per l'invio di messaggi, originariamente definito nel 1990 nell'RFC 1159 e successivamente aggiornato nel 1992. Il servizio che implementa il protocollo è in ascolto sia tramite TCP che su UDP sulla porta 18.
IANA considera il protocollo storico e già nel 1995 veniva evidenziata l'assenza di implementazioni del servizio msp oltre che la mancata definizione nel file /etc/services nei sistemi operativi Unix-like.